# Secret Passion
Albums de Amanda Lear
A L
(1985) Uomini più uomini
(1989)
Secret Passion est le septième album studio d'Amanda Lear et le premier sorti chez Carrère Records en 1986.
Enregistré à Los Angeles et à Rome, Secret Passion est le premier album studio postérieur au départ d'Amanda Lear du label Ariola Records. Il sort en 1986 sous le label Carrère Records. Censé marquer le retour discographique d'Amanda Lear, celle-ci subit un grave accident de voiture alors qu'allait débuter la promotion de Secret Passion. Incapable d'assumer ces engagements en raison d'une hospitalisation suivie d'une convalescence s'étalant sur des mois, les ventes du disque restent confidentielles,. La chanteuse profite de son immobilisation pour écrire un roman, L'Immortelle, qui sort en 1987 aux éditions Carrère.
La chanson I'm a Mistery est délibérément mal orthographiée pour faire référence au mot mister.

## Titres
- Face A :

1. Desire (Cale Roberts, Frank Anselmo) 4:18
2. Wild Thing (Chip Taylor) 3:36
3. I Want My Name On A Billboard (Steve Singer, Margaret Harris, Peter Van Asten, Richard DeBois) 4:25
4. She Wolf (Madelynn Von Ritz, Gary M. Johnson) 4:17

- Face B :

1. Mannequin (Michael Price, Amanda Lear) 3:32
2. I'm A Mistery (Seraphim, Amanda Lear, Roland Vincent) 4:35
3. Aphrodisiac (Mike Stepstone, Steve Singer, Amanda Lear, Lenny Macaluso) 3:44
4. Times Up (Mara Cubeddu, Michael Bernard, Bob Esty) 4:55

## Production

### Album
- LP 33 tours :  France,  Italie,  Canada Ibach référence 66 408 - 1987
- Cassette :   France Ibach référence 76 408 - 1987
- LP 33 tours :  Grèce 062-2407601 - 1987

### Singles extraits de l'album

#### 45 tours
- 1986: Wild Thing / Aphrodisiac ( France, Carrere 14.152)
- 1986: Wild Thing / Aphrodisiac ( Italie, Carrere 72 014)
- 1986: Wild Thing / Aphrodisiac ( Portugal, Carrere 503 454)
- 1986: Les Femmes (She Wolf - version française) / She Wolf ( France, Merak MKNP 210)
- 1986: Les Femmes (She Wolf - version française) / She Wolf ( France, Ibach 884 686-7)
- 1987: Wild Thing / Aphrodisiac ( Canada, Power PX7-120)
- 1987: Follow Me (1987 Re-Recording - 7" Edit) / I'm A Mistery ( Allemagne, Carrere CAR 6.14811)
- 1987: Aphrodisiaque (Aphrodisiac - version française) / Desire ( France, Carrere 14.212)

#### Maxi 45 tours
- 1987: Follow Me (1987 re-recording - Extended) / Follow Me (1987 re-recording - Radio Mix) / I'm A Mistery (Remix) ( Allemagne, WEA 249 375-0)
- 1987: Follow Me (1987 re-recording - Extended) / Follow Me (1987 re-recording - Radio Mix) / I'm A Mistery (Remix) ( Allemagne, Carrere CAR 6 20780)
- 1987: Wild Thing (Extended) / I'm A Mistery (Remix) / Aphrodisiac ( France, Carrere/Ibach 8731)
- 1987: Wild Thing (Extended) / Follow Me (1987 Re-recording - Extended) ( Canada, Power PXD-089)
- 1987: She Wolf (Extended) / Les Femmes (She Wolf - version française) / Time's Up (Extended) ( France, Carrere/Ibach 884686)
- 1987: Time's Up / Aphrodisiac ( Royaume-Uni, Carrere CART 409)

## Distribution non-exhaustive
| Année | Pays        | Format(s)    | Label           |
| ----- | ----------- | ------------ | --------------- |
| 1986  | France      | LP, cassette | Carrère Records |
| 1986  | Portugal    | LP           | Carrère Records |
| 1987  | Grèce       | LP           | Carrère Records |
| 1987  | Royaume Uni | LP, cassette | Carrère Records |
| 1987  | Canada      | LP           | Power Records   |